# Synody w Pińczowie
Synody w Pińczowie – zgromadzenia prawodawcze polskich protestantów organizowane w XVI w. w Pińczowie.

## Historia
Pińczów w XVI stuleciu (należący do protektora reformacji Mikołaja Oleśnickiego) stał się jednym z najważniejszych w Polsce ośrodków kalwinizmu, a następnie braci polskich. Tu, w latach 1550–1563 w dawnym kościele klasztornym paulinów (zmienionym w zbór) odbyły się 22 synody protestanckie, podczas których powstał m.in. projekt tłumaczenia Biblii brzeskiej oraz nastąpiło wyodrębnienie z kalwinizmu ruchu braci polskich. W 1586 r. synowie Mikołaja Oleśnickiego starszego, Jan i Andrzej Oleśniccy sprzedali miasto biskupowi krakowskiemu Piotrowi Myszkowskiemu, co zakończyło związki tego miasta z reformacją. 
Do najważniejszych synodów protestanckich w Pińczowie należały:
- Jesienią 1550 – pierwszy zjazd szlachty i duchownych protestanckich, po którym Mikołaj Oleśnicki usunął z Pińczowa paulinów[3].
- W 1559 Remigiusz Chełmski i Piotr Stoiński zanegowali ważność modlitwy do Ducha Świętego i nazwali ją „bluźnierstwem”. Synod zatwierdził projekt tłumaczenia Biblii brzeskiej i wyznaczył tłumaczy do pracy nad tym dziełem.
- na synodzie w 1562 Stanisław Paklepka i Grzegorz Paweł z Brzezin odrzucili dogmat Trójcy Świętej jako koncepcji „papieskiej”, nie opartej na świadectwie Biblii[4]. W dniu 2 kwietnia tego roku synod większością głosów aprobował wyznanie wiary odrzucające Trójcę Świętą.
- W październiku ostatni w Pińczowie 1563 synod generalny zorganizował „Polski Mniejszy Kościół Reformowany” (Ecclesia Minor), skupiający członków wspólnoty braci polskich, wyodrębnionionej z kalwińskiego Większego Kościoła Reformowanego (Ecclesia Maior)[5].